# 帕特里克·马丁
帕特里克·马丁（英語：Patrick Martin，1923年8月19日—1987年4月21日），美国男子雪车运动员。他曾代表美国参加1948年和1952年冬季奥林匹克运动会雪车比赛，获得一枚金牌和二枚银牌。